# François Mauriac
François Mauriac (Burdeos, 11 de octubre de 1885-París, 1 de septiembre de 1970) fue un periodista, crítico y escritor francés. Ganador del premio Nobel de literatura en 1952, es conocido por ser uno de los más grandes escritores católicos del siglo XX.

## Biografía
Nació en el seno de una familia profundamente católica. Siendo joven quedó bajo la custodia de su madre debido al fallecimiento de su padre. Estudió bachillerato en Cauderan con los marianistas y luego se licenció en Letras por la Universidad de Burdeos.
En 1906 se trasladó a París, donde escribió su primer libro de versos Les mains jointes, cinco años más tarde escribió su primera novela L'Enfant chargé de chaînes (El niño cargado de cadenas).
Participó como soldado durante la I Guerra Mundial, donde enfermó gravemente. Entre 1925 y 1927, sufrió una profunda crisis religiosa; esta crisis se reflejó en su novela corta Coups de couteau (Cuchilladas, 1926); en 1933 fue nombrado miembro de la Academia Francesa. Durante la guerra civil española, simpatizó con el bando republicano y después, al estallar la II Guerra Mundial, formó parte de la Resistencia Francesa contra la invasión alemana. Editó las revistas Les Lettres françaises y Le Cahier Noir, en las que denunciaba y criticaba las torturas y asesinatos cometidos contra los patriotas franceses. Al finalizar la guerra realizó una segunda incursión en el teatro, pero, al igual que ocurrió con la primera Asmodée (1938), no tuvo el mismo éxito que sus novelas.
Colaboró con el periódico conservador Le Figaro, para pasar más tarde al recién creado L'Express. El apoyo en sus páginas a De Gaulle le hizo enemistarse con sus compañeros por lo que volvió a Le Figaro.  Puso su pluma al servicio del general de forma totalmente incondicional, llegando a decir «De Gaulle me necesita».
Años más tarde, debido a su defensa de la causa argelina durante la guerra de independencia de este país, recibió amenazas de la organización terrorista de extrema derecha OAS. En 1952 recibió el Premio Nobel de Literatura.
Sostuvo una agria disputa pública con el también escritor Roger Peyrefitte, quien atacó a la Santa Sede en libros como Las llaves de San Pedro (1953); al amenazar Mauriac con dejar de colaborar en el periódico en que estaba publicando en ese momento (L'Express) si no dejaba de publicitar los libros de Peyrefitte, este se enfadó y lo acusó en una carta abierta de ser un homosexual reprimido. 
Mauriac suele colocar a sus personajes en su natal región de Las Landas, que conocía bien. Sus novelas se inspiran en dos temas fundamentalmente: la religión y la pasión. Suele pintar personajes en quienes la fe se encuentra en conflicto con la sed de placer (L'Enfant chargé de chaînes, La Robe prétexte, Le Baiser au lépreux). En Génitrix, Le Désert de l'Amour, Thérèse Desqueyroux y su continuación La fin de la nuit, y en Noeud de Vipères, expresa la miseria del pecador alejado de Dios: sus pasiones, su soledad, sus remordimientos. De ahí la violencia que campea en sus novelas y que se le ha reprochado a menudo. Mauriac se ha defendido contra estas imputaciones numerosas veces en su Diario y en diversos ensayos, y afirma su derecho a pintar como católico «una humanidad sumergida en el mal».
Estuvo casado y tuvo dos hijos y dos hijas. El mayor, Claude Mauriac, fue también escritor.

## Distinciones

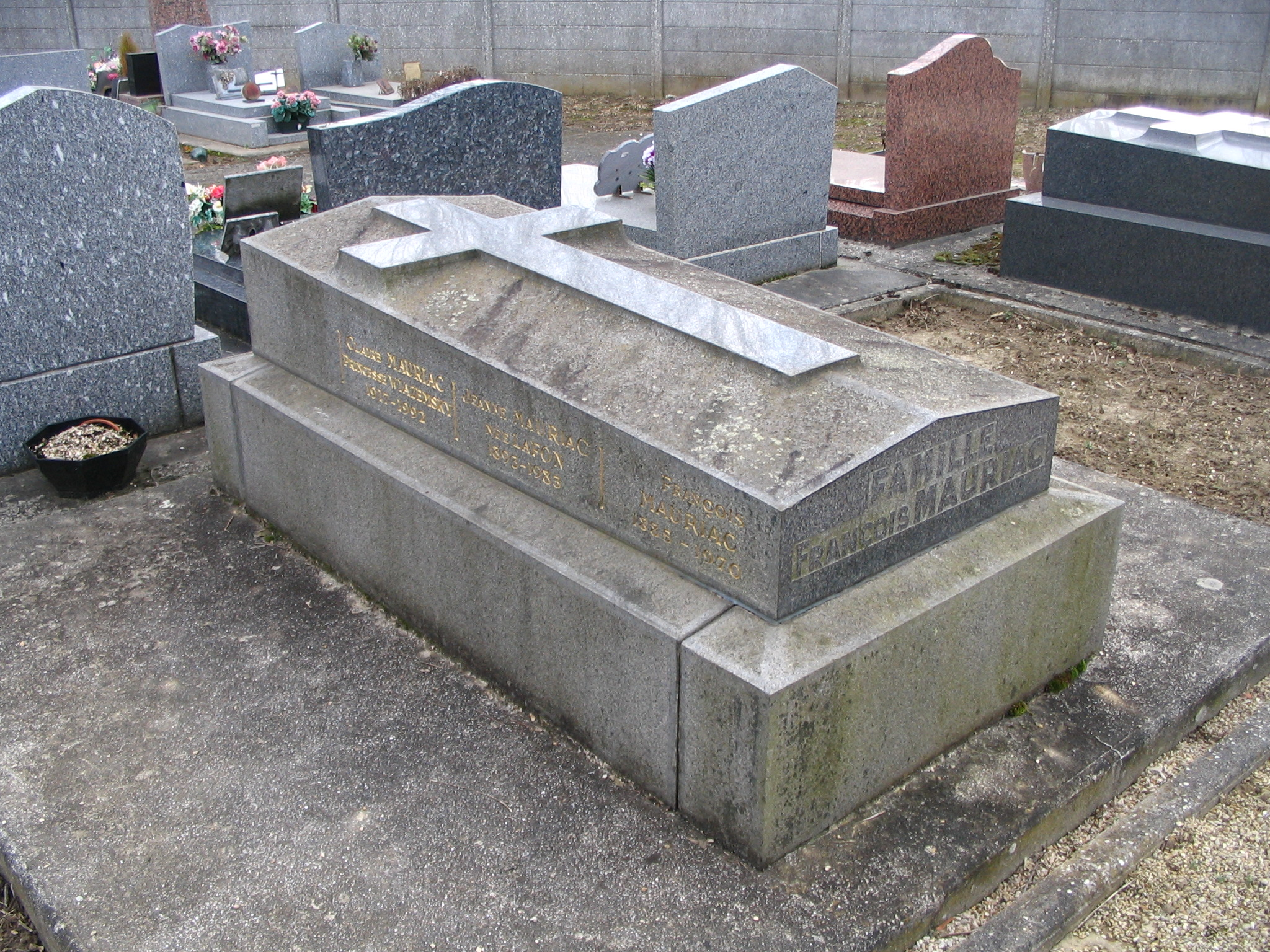
Tumba en Vémars.

- 1933, Miembro de la Academia Francesa.
- 1952, Premio Nobel de Literatura.
- 1958, Gran Cruz de la Legión de Honor.

## Obras
- Œuvres romanesques et théâtrales complètes, dirigidas por Jacques Petit, ediciones Gallimard, colección Bibliothèque de la Pléiade, 1986-1991, 4 vols.
- Œuvres autobiographiques complètes, dirigidas por François Durand, ed. Gallimard, colección Bibliothèque de la Pléiade, 1990.

### Narrativa
- 1913 : L'Enfant chargé de chaînes ("El niño cargado de cadenas")
- 1914 : La Robe prétexte ("La túnica pretexta")
- 1920 : La Chair et le Sang ("La carne y la sangre")
- 1921 : Préséances ("Presencias")
- 1921 : Dialogue d'un soir d'hiver ("Diálogo en una noche de invierno")
- 1922 : Le Baiser au lépreux ("El beso al leproso")
- 1923 : Le Fleuve de feu ("El río de fuego")
- 1923 : Genitrix
- 1924 : Le Mal ("El mal")
- 1925 : Le Désert de l'amour ("El desierto del amor", Gran premio de novela de la Academia Francesa, 1926)
- 1927 : Thérèse Desqueyroux
- 1928 : Destins ("Destinos")
- 1929 : Trois récits ("Tres narraciones"): Coups de couteau, ("Cuchilladas", 1926; Un homme de lettres, ("Un hombre de letras", 1926; Le Démon de la connaissance, ("El demonio del conocimiento", 1928)
- 1930 : Ce qui était perdu ("Lo que se perdió")
- 1932 : Le Nœud de vipères ("Nudo de víboras")
- 1933 : Le Mystère Frontenac ("El misterio Frontenac")
- 1935 : La Fin de la nuit ("El fin de la noche")
- 1936 : Les Anges noirs ("Los ángeles negros")
- 1938 : Plongées : Thérèse chez le docteur, (Teresa con el doctor", 1933); Thérèse à l'hôtel (Teresa en el hotel, 1933); Le Rang ; Insomnie ("Insomnio"); Conte de Noël ("Cuento de Navidad")
- 1938 : Asmodée ("Asmodeo", 1938)
- 1939 : Les Chemins de la mer ("Los caminos del mar")
- 1941 : La Pharisienne ("La farisea")
- 1951 : Le Sagouin ("El mico")
- 1952 : Galigaï (roman)|Galigaï
- 1954 : L'Agneau ("El cordero")
- 1972 : Maltaverne (póstuma)
- Les mains jointes ("Las manos unidas")

### Memorias y escritos autobiográficos
- 1925 Bordeaux, version première des Commencements d'une vie (L'Esprit du Temps, 2009)
- 1932 Commencements d'une vie
- 1943 Le Cahier noir publicado bajo el nombre de Forez, pseudónimo en la clandestinidad, por las éditions de Minuit.
- 1953 Écrits intimes
- 1959 Mémoires intérieurs
- 1962 Ce que je crois
- 1964 Nouveaux mémoires intérieurs
- 1967 Mémoires politiques
- 1969 Un adolescent d'autrefois

### Teatro
- 1938 : Asmodée
- 1945 : Les Mal-aimés
- 1947 : Passage du malin
- 1951 : Le Feu sur la terre

### Lírica
- 1909 : Les Mains jointes
- 1911 : L'Adieu à l'adolescence
- 1925 : Orages
- 1940 : Le Sang d'Atys

### Ensayos y colecciones de artículos
- 1919 : De quelques cœurs inquiets (Société littéraire de France)
- 1926 : La Province (Hachette; reeditado en Arléa, 1988)
- 1928 : Le Roman (L'artisan du livre)
- 1928 : La Vie de Jean Racine (reed. París, Perrin, 1999)
- 1929 : Dieu et Mammon
- 1931 : Souffrances et bonheur du chrétien
- 1931 : Le Jeudi Saint
- 1933 : Le Romancier et ses personnages
- 1936 : La Vie de Jésus (reed. Seuil, 1999)
- 1945 : La Rencontre avec Barrès (reeditado en La Table ronde, 1994)
- 1981 : Souvenirs retrouvés - Entretiens avec Jean Amrouche, éd. Fayard/INA
- 1993 : Bloc-notes, Seuil, 5 vol.
- 1996 : Mozart et autres écrits sur la musique, éd. Encre marine
- 2000 : La Paix des cimes: chroniques, 1948-1955, éd. Bartillat
- 2004 : D'un Bloc-notes à l'autre: 1952-1969, éd. Bartillat
- 2008 : Téléchroniques, 1959-1964, éd. Bartillat

### Guiones cinematográficos
- 1955 : Le Pain vivant (película).

## Ediciones en español
- Los caminos del mar. Losada, Buenos Aires, 1943. 223 pp. Traducción de Francisco Madrid
- El nudo de víboras. Sudamericana, Buenos Aires, 1944. 273 pp. Traducción de María Teresa López
- El desierto del amor. Siglo Veinte, Buenos Aires, 1945. 190 pp. Traducción de Ricardo De Benedetti
- Mis recuerdos. Mateu, Barcelona, 1950. 336 pp. Traducción de R. Ballester Escalas
- El misterio Frontenac. Siglo Veinte, Buenos Aires, 1952. 216 pp. Traducción de Josefina Martínez Alinari
- El mico. Emecé, Buenos Aires, 1952. 131 pp. Traducción de Susana Newton
- De Pascal a Graham Greene (Mes grands hommes). Emecé, Buenos Aires, 1952. 188 pp. Traducción de Aurora Bernárdez
- Obras completas (4 tomos). José Janés, Barcelona, 1953.
- La sed del alma. Siglo Veinte, Buenos Aires, 1953. 171 pp. Traducción de M.L. Martínez Alinari
- Galigai. Ediciones Jackson, Buenos Aires, 1953. 287 pp. Traducción de Lorenzo Garza
- Asmodeo - Los mal amados. Traducción de María Martínez Sierra, Buenos Aires, 1954. Editorial Sudamericana.
- El río de fuego. Siglo Veinte, Buenos Aires, 1954. 156 pp. Traducción de Marcelo Menasché
- La farisea. L.A.R.A., Madrid, 1955. 171 pp. Traducción de Fernando Gutiérrez
- El cordero. Emecé, Buenos Aires, 1955. 220 pp. Traducción de Silvina Bullrich
- El mal. Losada, Buenos Aires, 1955. 140 pp. Cubierta de Norah Borges. Traducción de Elvira R. de Camerlingo
- El novelista y sus personajes. Emecé, Buenos Aires, 1955. 62 pp. Traducción de Alejandro Ruiz Guiñazú
- La piedra del escándalo. Troquel, Buenos Aires, 1955. 118 pp. Traducción de Eduardo J. Paz
- Escritos íntimos. Criterio, Buenos Aires, 1955. Traducción de José Bianco
- Genitrix. Losada, Buenos Aires, 1956. 123 pp. Cubierta de Norah Borges. Traducción de Miguel de Hernani
- La carne y la sangre. La Reja, Buenos Aires, 1956. Traducción de Agnes y Edgar Ruffo
- Obras Escogidas (El beso al leproso, El río de fuego, Genitrix, El desierto del amor, Therése Desqueyroux, El nudo de víboras, El misterio Frontenac, El fin de la noche, Los ángeles negros, La farisea).  Aguilar, Madrid, 1957. 1197 pp. Traducciones de M. Bosch, F. Gutiérrez, J. Larraya, E. Piñas y M. Ros
- Adolescencia encadenada – Fuego oculto. Mateu, Barcelona, 1962. 286 pp. Traducción de Álvaro Garcés
- El beso al leproso. Pomaire, Buenos Aires, 1963. 116 pp. Traducción de Isabel Budge de Ducci
- Rostros olvidados. Troquel, Buenos Aires, 1963. 171 pp. Traducción de Roberto Guibourg
- Memorias interiores – Nuevas memorias interiores. Ediciones G.P., Barcelona, 1969. 448 pp. Traducciones de María Teresa Arbo y Alexandre Ferrer
- Vida de Jesús. Plaza y Janés, Barcelona, 1985. 201 pp. Traducción de F. Oliver Brachfeld
- Vida de Jesús. Hogar del libro. 1983. ISBN 84-7279-172-6.
- Therese Desqueyroux. Cátedra. 1989. ISBN 84-376-0836-8.
- Nudo de víboras. El beso al leproso. Homo Legens. 2007. ISBN 978-84-935556-1-0.
- El desierto del amor. Ediciones del Bronce. 2000. ISBN 978-84-8453-018-3.
- De Gaulle. Grupo Axel Springer. 1985. ISBN 978-84-7291-801-6.